# Szabasówka (rzeka)
Szabasówka – rzeka w Polsce, prawy dopływ Radomki o długości 24,04 km.

## Dopływy
W kolejności od źródeł do ujścia.
- Śmiłówka
- Oronka
- Kobyłka
- Garlica
- Jabłonica